# Louis Théodore Gouvy
Louis Théodore Gouvy (3. června 1819, Goffontaine – 21. dubna 1898, Lipsko) byl francouzský romantický skladatel německého původu.

## Životopis
Narodil se jako nejmladší ze čtyř dětí v rodině bohatého francouzského průmyslníka. Jeho předci pocházeli z Belgie, jeho pradědeček se však usadil v Sársku (Saarland) a v roce 1751 založil východně od Saarbrückenu železnou huť, kterou nazval Goffontaine po své domovské vesnici v Belgii. Théodorův otec provozoval dále tuto huť, zemřel však předčasně v roce 1829 a matka Caroline se pak přestěhovala se svými syny k příbuzným do Metzu.
Gouvy studoval nejprve od roku 1836 v Paříži práva. Protože jeho rodné město připadlo tehdy k Prusku, neměl dlouhá léta francouzské občanství, což mu působilo řadu potíží. Nebyl z tohoto důvodu připuštěn ke zkouškám, a proto přerušil studium. Francouzské občanství získal až ve svých 32 letech.
Během studia se rozhodl věnovat hudbě, kvůli občanství však nemohlo studovat na francouzské konzervatoři. Byl nucen studovat soukromě u profesorů konzervatoře (Antoine Elwart a Pierre Joseph Zimmermann). Své první skladby napsal v roce 1841, dva roky poté napsal dvě etudy pro klavír, které nesou opusové číslo 1.

V roce 1844 pobýval v Římě a byl činný v uměleckém kroužku, jehož členy byli Eduard Franck, Karl Anton Eckert a Wilhelm Gade. Po návratu do Paříže se stal jeho přítelem pianista Karl Halle, jehož prostřednictvím se seznámil s Frédérikem Chopinem a Hectorem Berliozem.

## První období tvorby - instrumentální tvorba
V tvorbě se nejprve soustředil na instrumentální hudbu. Vytvořil pozoruhodné množství komorní hudby a řadu symfonií. Jeno první Sinfonie op.9 byla roku 1847 uvedena v Paříži a byla příznivě hodnocena. V témže roce v Gazette byl Gouvy zařazen mezi největší současné francouzské skladatele v oblasti instrumentální hudby. Gouvy vedl korespondenci se svými francouzskými i německými kolegy, jako byli např. Camille Saint-Saens, Théodore Dubois, Franz Liszt, Ferdinand Hiller a Johannes Brahms.
Gouvy to neměl lehké u pařížských posluchačů a mnoho svých děl musel uvádět na vlastní náklady. Měl však opakovaně příležitost vystupovat v Německu, kde byl vřeleji přijat. Německé noviny ho označily za rodilého Francouze, který dovede ve svém díle spojit německou vážnost s elegancí své vlasti.
V roce 1862 se Gouvy podřídil vkusu a očekávání pařížského hudebního světa a vytvořil operu v italském hudebním slohu s názvem Cid. V roce 1864 se saské dvorní divadlo zajímalo o provedení tohoto díla. Známý tenorista Ludwig Schnorr von Carolsfeld měl zpívat hlavní roli a požadoval změny v partituře, takže Gouvy musel strávit v Drážďanech celý rok. Krátce před plánovaným provedením opery v roce 1865 však hlavní tenorista náhle a nečekaně zemřel a opera byla stažena z repertoáru. Teprve 11.6. 2011 došlo k její premiéře v Sárském státním divadle, kde ji hudebně režíroval Artur Fangen. Záznam z tohoto představení vysílal Český rozhlas 11.2. 2012.
Všeobecného uznání v Paříži dosáhl Gouvy až později. V roce 1868 uvedla jeho díla Société des Concerts du Conservatoire, roku 1873 byl zvolen do výboru Národní hudební společnosti (Société Nationale de Musique) a další pocty následovaly. Gouvy však byl zklamán pozdním uznáním své tvorby, a proto roku 1875 odmítl cenu Prix Chartier, udělenou mu za nejlepší smyčcový kvartet.

## Druhé období tvorby - duchovní a sborová tvorba
Po smrti své matky v roce 1868 se skladatel přestěhoval ke svému bratrovi Alexandrovi do vily v městě Hombourg-Haut. Alexander a jeho žena podporovali bratrovu tvorbu a toto přátelství se odrazilo ve skladatelových četných skladbách pro klavír, pro dvě či čtyři ruce .
Během německo-francouzské války našli oba bratři úkryt ve Švýcarsku a po uzavření míru v r.1871 se vrátili zpět do Homburgu-Haut, který tentokrát připadl Německu. V této době se Gouvy soustředil na sborovou tvorbu. V roce 1874 složil Requiem, které se počítá k jeho nejvýznamnějším dílům. Následovaly další skladby: Stabat Mater (1875), Missa brevis (1882) a různé světské kantáty (1881-1894). Protože v té době nemohl svá díla uvádět ve Francii, přesměroval své působení do velkých německých měst, obzvláště jeho světská sborová díla mohla být uváděna v 80. a 90. letech a mohl s nimi hostovat v mnoha městech, v Lipsku, Wiesbadenu, Duisburgu, Halle, Frankfurtu nad Mohanem i Frankfurtu nad Odrou. Do Paříže se vrátil naposledy v roce 1889 u příležitosti Světové výstavy. Zemřel na jedné ze svých koncertních cest 1898 v Lipsku na následky srdečního infarktu a byl pohřben v Hombourgu-Haut.

## Zapomenut a znovuobjeven
Za svého života získával Gouvy uznání dosti váhavě a se zpožděním. Po smrti upadlo jeho dílo v zapomenutí na celé století. Jako zdůvodnění tohoto zapomenutí se uvádí autorovo postavení na rozhraní dvou kultur, německé a francouzské, v době, kdy mezi oběma státy, Německem a Francií, vládlo neustálé napětí a docházelo k projevům otevřeného nepřátelství. Nadto se Gouvyho hudební zájmy nesetkaly s vkusem francouzského publika, které nebylo v této době vstřícné vůči instrumentální hudbě. Když později Edouard Lalo slavil úspěchy v této oblasti hudby, Gouvy již psal převážně sborová díla.

## Autorův styl a hodnocení díla
Kritikové většinou soudí, že skladateli při vší řemeslné a umělecké zručnosti chybí originalita, a vytýkají mu, že nehledal nové cesty ve stylu a formě. Gouvy ve svém instrumentálním díle sleduje ideu absolutní hudby, zatímco mnoho jeho současníků se přiklonilo k hudbě programní a k symfonické básni. Gouvy dával přednost klasickému stylu a jako své vzory jmenoval Josefa Haydna, Ludwiga van Beethovena a Roberta Schumanna. Kromě toho studoval dílo Felixe Mendelsohna-Bartholdyho, a bylo mu předhazováno, že se od něho dostatečně ve své tvorbě neemancipoval. U mnoha jeho současných kritiků mohla hrát svou roli v hodnocení i závist vůči bohatství jeho rodiny, které skladateli umožňovalo sledovat své hudební ideje bez ohledu na finanční výsledky. Dodnes se udrželo hodnocení, že Gouvy zanechal četné dílo "mistrovsky zpracované" a "krásné" hudby, avšak pro svůj málo inovativní styl nemůže být počítán k "mistrům, kteří vytvářeli epochu". Přes toto celkem nepříznivé hodnocení se má za to, že jeho symfonická tvorba, ve Francii tehdy ojedinělá, ještě nebyla patřičně zhodnocena.

## Institut Théodor Gouvy
V roce 1995 byl ve městě Hombourg-Haut založen Institut Théodor Gouvy, umístěný v dřívější Alexandrově vile. Tento institut považuje Gouvyho dílo za důležitou součást kulturní identity Lotrinska. Připravuje nové vydání skladatelova díla a zásadně přispívá k znovuobjevení jeho hudby. Skladatelovo nejčastěji uváděné dílo je Requiem op. 70, které bylo v roce 1994 znovu uvedeno poprvé po sto letech v Paříži (v tomto díle se kladně hodnotí dynamika v Dies irae, kontrapunktické dílo a dvojitá fuga v Hosana a nadpozemská krása melodie v Agnus Dei).
Také některá další, zejména komorní díla, čtyřruční klavírní tvorba a Sinfonietta se začínají těšit větší popularitě.

## Dílo
- 6 symfonií
- krátká sinfonie a sinfonietta
- 4 duosonáty, 5 trio, 11 kvartet, 7 kvintet
- množství skladeb pro klavír, též por čtyři ruce/dva klavíry
- A cappella díla pro chór
- Rekviem (1874)
- Stabat Mater (1875)
- 40 písní podle Ronsarda (1876)
- Missa brevis (1882)
- Kantáta Golgota
- 5 dramatických kantaát: Ödipus auf Kolonos (1881), Iphigenie auf Tauris (1882), Egille (1886), Elektra (1892) Polyxena (1894)
- 2 opery – Der Cid a Mateo Falcone (neuvedeno)

## Ocenění
- 1873 Člen výboru Société nationale de musique
- 1874 Člen Institut de France
- 1875 Člen Preußische Akademie der Künste
- 1875 Člen rady Société des compositeurs
- 1876 Rytíř francouzského Řádu čestné legie